# 涟水河
涟水河是中国大陆湖南中部的一条河流，发源于新邵，经涟源、双峰县、湘乡市至湘潭并入湘江（长江支流）。流域面积约4000平方公里，秋冬枯水，春夏湍急。沿途重型工业企业较多，自1980年后河水污染日趋严重，部分河段鱼虾难觅。污染物主要为氨、重金属废水。全年不结冰，但因桥梁众多，淘沙所致的水流复杂，几无航运价值。